# Hans Kyser

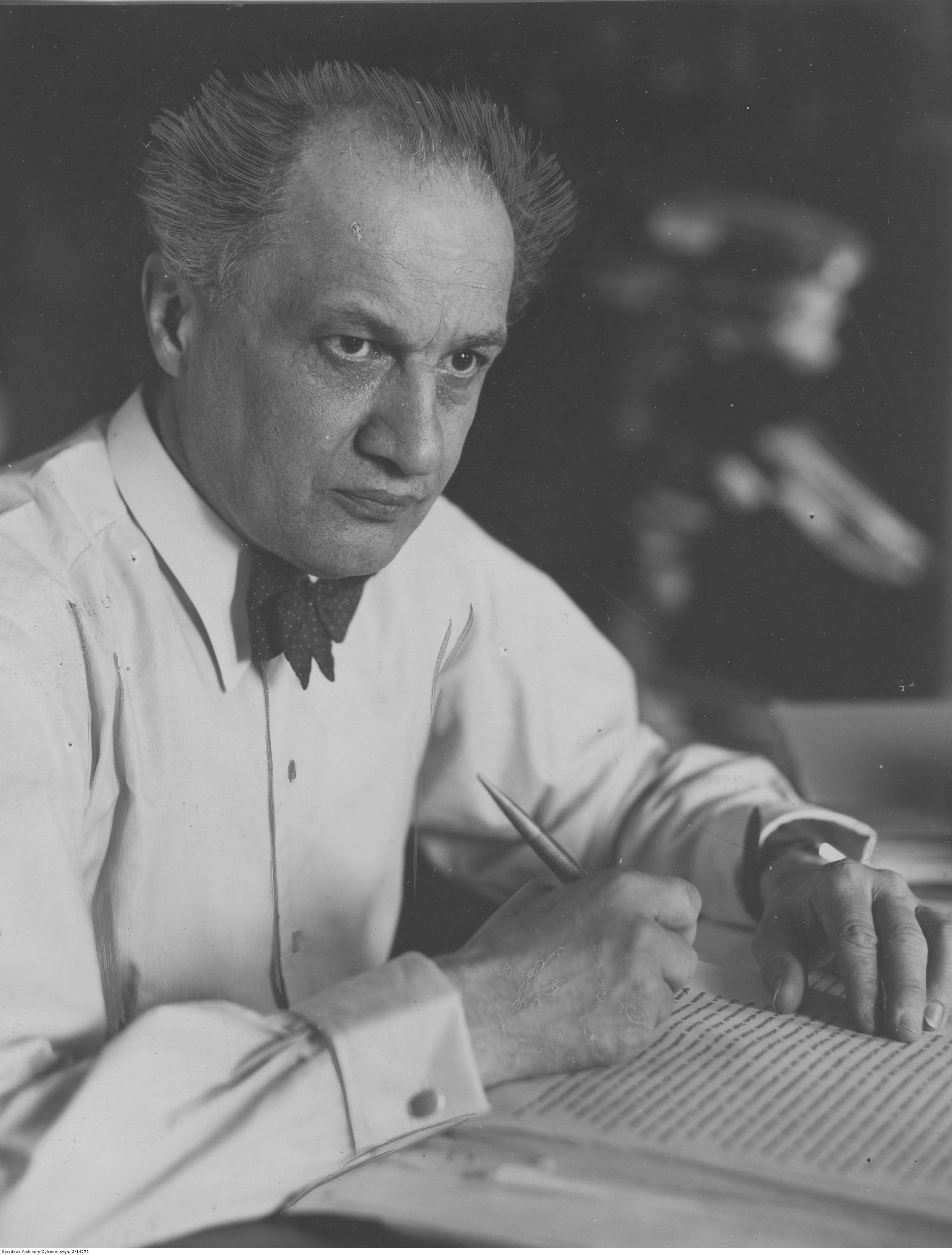
Hans Kyser

Hans Benno Franz Kyser (* 23. Juli 1882 in Graudenz; † 24. Oktober 1940 in Berlin) war ein deutscher Schriftsteller, Drehbuchautor, Hörspielautor und Filmregisseur.

## Leben
Kyser studierte in Berlin Geschichte, Germanistik und Philosophie und knüpfte Kontakte zum Friedrichshagener Dichterkreis. 1909 beteiligte er sich an der Gründung des Schutzverbands Deutscher Schriftsteller (SDS). Im selben Jahr erschien sein erster Roman Der Blumenhiob.
Im Ersten Weltkrieg war Kyser Kriegsberichterstatter in Russland. Nach Kriegsende wurde er Vorsitzender des SDS und gehörte dann der Leitung des S. Fischer Verlags an. In den 1920er Jahren verfasste er mehrere Drehbücher für den Film. Wie schon in seinen Theaterstücken zeigte er dabei eine Vorliebe für historische Stoffe, besonders aus der deutschen Vergangenheit.
Er verfasste unter anderem 1925 das Drehbuch zu dem ersten deutschen Tonfilm-Versuch Das Mädchen mit den Schwefelhölzern. Nach dem Erfolg des Klassikers  Faust – eine deutsche Volkssage erhielt er das Angebot, bei einer Luther-Biografie auch die Regie zu übernehmen. Obwohl der Film wohlwollend aufgenommen wurde, blieb er seine einzige Regiearbeit.
Kyser, Chefdramaturg bei der Münchner Bavaria Film AG, starb 58-jährig an den Folgen einer Darmoperation im Martin-Luther-Krankenhaus in Berlin-Schmargendorf.

## Werke
| - 1909: Der Blumenhiob (Roman) - 1909: Einkehr (Lyrik- und Liedersammlung) - 1910: Medusa (Tragödie in 5 Akten) - 1911: Titus und die Jüdin (Tragödie in 4 Akten) - 1913: Erziehung zur Liebe (Schauspiel in 4 Akten) - 1915: Charlotte Stieglitz (Schauspiel) - 1920: Das Aprikosenbäumchen (Novellen) - ca. 1925: Tango Argentino (Novelle) - 1929: Sturz der Verdammten (Sendespiel in 10 Hörszenen) - 1929: Columbus (Drama) - 1929: Schicksal um Yorck (Schauspiel in 5 Akten) - 1929: Das Gastmahl des Domitian (Roman) - 1929: Abschied von der Liebe (Komödie in 3 Akten) | - 1930: Prozeß Sokrates (Hörspiel in 4 Akten) - 1930: Der Tod des Sokrates (Sendespiel in 4 Szenen) - 1931: Ankommt eine Depesche. Prod.: Funk-Stunde Berlin - 1932: Es brennt an der Grenze (Schauspiel in 5 Akten) - 1932: Rembrandt vor Gericht (Komödie in 4 Akten) - 1933: Schicksal um Yorck (Historisches Schauspiel, UA Altes Theater Leipzig) - 1933: Wiederaufnahmeverfahren in Sachen Rembrandt (Hörspiel in 4 Akten) - 1934: Lebenskampf der Ostmark (aus Rundfunkvorträgen entstanden) - 1935: Schillers deutscher Traum (Volksschauspiel in 4 Akten) - 1935: Der große Kapitän (Schauspiel in 5 Akten) - 1936: Molière spielt (Komödie in 5 Akten) - 1936: Der Bulle von Ueckeritz (Lustspiel in 3 Aufzügen) - 1937: Wolken am Horizont (Schauspiel in 5 Akten) |

## Filmografie (als Drehbuchautor)
| - 1922: Nathan der Weise - 1923: Die graue Macht - 1924: Helena (2 Teile) - 1924: Arabella, der Roman eines Pferdes - 1924: Gräfin Donelli - 1925: Das Mädchen mit den Schwefelhölzern (Kurztonfilm) - 1926: Manon Lescaut | - 1926: Faust – eine deutsche Volkssage - 1927: Der Sohn der Hagar - 1928: Luther – Ein Film der deutschen Reformation (auch Regie) - 1929: Großstadtschmetterling - 1935: Der Student von Prag - 1936: Der Kurier des Zaren |

## Einzelnachweis
1. 1 2  Sterberegister Nr. 936/1940, StA Schmargendorf

| Personendaten    | Personendaten                                |
| ---------------- | -------------------------------------------- |
| NAME             | Kyser, Hans                                  |
| ALTERNATIVNAMEN  | Kyser, Hans Benno Franz (vollständiger Name) |
| KURZBESCHREIBUNG | deutscher Schriftsteller und Drehbuchautor   |
| GEBURTSDATUM     | 23. Juli 1882                                |
| GEBURTSORT       | Graudenz                                     |
| STERBEDATUM      | 24. Oktober 1940                             |
| STERBEORT        | Berlin                                       |